# Óscar Salinas
Óscar Fernando Salinas Aguilar (Curacaví, 26 giugno 1988) è un calciatore cileno, centrocampista del Deportes Iquique.